# Harpendyreus hazelae
Harpendyreus hazelae är en fjärilsart som beskrevs av Henry Stempffer 1973. Harpendyreus hazelae ingår i släktet Harpendyreus och familjen juvelvingar. Inga underarter finns listade i Catalogue of Life.